# Edouard Deryckere
Edouard Deryckere (Izegem, 13 augustus 1812 – aldaar, 23 augustus 1899) was een borstelfabrikant uit Izegem die wordt gezien als een van de grondleggers van de latere Izegemse borstelnijverheid.

## Borstelnijverheid
Edouard Franciscus Deryckere werd in 1812 geboren als zoon van borstelmaker Judocus Deryckere en Maria Joanna Strobbe.
Zijn neef was de Izegemse machinebouwer Leo Dekeirsschieter, die gespecialiseerd was in de fabricage van stoommachines. Samen met zijn jongere broer August trad Edouard in de voetsporen van zijn vader en begon met de productie van borstels.
Omstreeks 1840 begonnen de broers uit te kijken om het productieproces te versnellen en gingen ze op zoek naar alternatieve grondstoffen voor hun borstels, waarvoor nog voornamelijk dierenhaar werd gebruikt.
Via Engelse koophandelaars die in Zuid-Azië actief waren, importeerden ze goedkope plantaardige grondstoffen zoals palm-en kokosvezels die als vervanging moesten dienen van dierenhaar.
De snellere productiemethode sloeg aan en ook andere borstelmakers gingen dezelfde grondstoffen gaan gebruiken.
De Engelse koophandelaars namen op hun beurt karrenvrachten vol borstels terug mee naar Engeland om ginds te verkopen. Op hun hoogtepunt hadden de broers Deryckere meer dan 100 arbeiders in dienst en ging een derde van hun productie naar het buitenland. Ook andere borstelmakers, zoals Jules Vandekerckhove, deden beroep op dezelfde grondstoffen en floreerden in de daarop volgende jaren. In 1899 kwam Edouard te overlijden waarop zijn zonen de fabriek voortzetten. De fabriek bleef nog tot aan de eerste helft van de 20ste eeuw operatief.

## Nalatenschap
De Izegemse borstelnijverheid kende haar hoogtepunt tegen 1930 met tientallen fabrieken en een tewerkstelling van meer dan 3.000 arbeiders. In de jaren na de Tweede Wereldoorlog daalde het aantal fabrieken door overnames of faillissement. De grootste nog operatieve borstelfabriek in Izegem is Boucherie NV, dat in 1928 werd opgericht. In Izegem kon tot in 2014 het Nationaal Borstelmuseum bezocht worden. De collectie is nu gehuisvest in de voormalige schoenfabriek Eperon d'Or. Ook Lier kende gedurende het begin van de 20ste eeuw een borstelnijverheid.